# Centroscyllium kamoharai
El tollo calvo (Centroscyllium kamoharai) es un escualiforme de aguas profundas poco conocido perteneciente a la familia Etmopteridae, que solamente ha sido encontrado en el Pacífico occidental en la bahía de Suruga en Honshū, Japón.
Esta especie no tiene aleta anal. Tiene espinas dorsales, la segunda más grande que la primera, una pequeña aleta dorsal, grandes ojos y grandes orificios nasales, dentículos espaciados, y su color es oscuro, aunque los bordes de sus aletas son blancos. Su tamaño máximo es de 40 cm.